# Jawar Mohammed
Jawar Mohammed est un activiste et militant  éthiopien né le 12 mai 1986  dans le l'est Hararghe.
Il fait partie du groupe ethnique des Oromos.

## Biographie
Il s'est formé à l'extérieur de son pays : universités Stanford et Columbia et a vécu de 2003 à 2018 aux États-Unis.
C'est un opposant politique aux régimes politiques en place et s'est notamment impliqué durant les manifestations de 2016. Il a fondé le média Oromia Media Network et est cité parmi les personnalités les plus influentes lors des affrontements d'octobre 2019 contre le Premier Ministre Abiy Ahmed.
Des heurts interethniques ont lieu début novembre 2019 dans la région Oromia où 86 personnes trouvent la mort à la suite d'appels à la violence de la part de Jawar Mohammed, qualifié de nationaliste Oromo. Celui ci accuse le Premier Ministre de planifier son assassinat après le retrait de ses gardes du corps.
Le 30 juin 2020, Jawar a été arrêté par la police fédérale éthiopienne après un incident entre les gardes de Jawar et la police qui a entraîné la mort d'un policier. L'incident s'est produit lorsque Jawar et ses gardes ont intercepté le transport de restes appartenant à Hachalu Hundessa, un chanteur éthiopien populaire qui a été assassiné, dans sa ville natale d'Ambo, située à 100 km à l'ouest d'Addis-Abeba. Jawar voulait avoir les funérailles à Addis-Abeba tandis que les parents et la femme de Hachalu voulaient avoir l'enterrement à Ambo. 35 personnes, dont Jawar, ont été appréhendées ainsi que huit Kalachnikovs, cinq pistolets et neuf émetteurs radio.
En septembre 2020, le gouvernement éthiopien a annoncé des poursuites contre plusieurs leaders de l’opposition, dont Jawar Mohammed, pour terrorisme et incitation à la violence. Les accusations, qui pourraient mener à un emprisonnement à vie, sont liées aux violences qui ont éclaté après le meurtre en juin 2020 de Hachalu Hundessa, un très populaire chanteur oromo. Dans les jours qui ont suivi, au moins 178 personnes avaient trouvé la mort au cours de violences interethniques ou policières.
En janvier 2022, il bénéficie d'une amnistie.